# 조성철
조성철(趙聖鐵, 1951년 5월 20일 ~ )은 한국사회복지공제회 이사장이다.

## 학력
- 2018.08  국립경상대학교 대학원 행정학 박사
- 2013.05  대구대학교 명예박사(철학)
- 2011.09  러시아국립사회대학교 명예박사(사회학)
- 1999.02  대구대학교 사회개발대학원 사회복지학과 졸업 (문학석사)
- 1987.08 경남대학교 교육대학원 일반사회교육학과 졸업 (교육학석사)

## 경력
- 한국생명운동연대 상임대표
- 한국사회복지공제회 명예이사장
- 생명존중시민회의 공동대표
- 전 한국사회복지공제회 이사장
- 전 한국사회복지사협회 회장
- 전 한국재가노인복지협회 회장
- 한길장학회 회장
- 창원지방법원 보호관찰협의회 위원
- 경상행정학회 회장
- 국민권익위원회 명예국민권익상담원
- 복지TV 사회복지분야 고문
- 국무총리실 사회보장위원회 위원
- 민주평화통일자문회의 상임위원
- 경남보육교사교육원 겸임교수
- 국립창원대학교 사회복지대학원 겸임교수
- 국민훈장 동백장
- 러시아국립사회대학교 금명예훈장
- 대통령표창(사회복지유공자)
- 보건복지부 장관표창